# Extended Play Live
Extended Play Live — концертный альбом американской рок-группы Mudcrutch, в которую входят участники Tom Petty and the Heartbreakers. Издан в 2008 году.

## Об альбоме
Extended Play Live был записан во время небольшого тура в поддержку дебютного одноимённого альбома группы Mudcrutch. Тур состоял из ряда выступлений в штате Калифорния и в Extended Play Live попали всего четыре песни, записанные в концертном зале Ventura Theatre в Вентуре и в ночном клуб The Troubadour в Западном Голливуде. Запись была выпущена в «старомодном» формате винилового мини-альбома.

## Список композиций
| №  | Название                   | Автор(ы)                      | Записан                         | Длительность |
| -- | -------------------------- | ----------------------------- | ------------------------------- | ------------ |
| 1. | «The Wrong Thing to Do»    | Том Петти                     | 20 апреля 2008, Ventura Theatre | 4:46         |
| 2. | «Bootleg Flyer»            | Том Петти, Майк Кэмпбелл      | 20 апреля 2008, Ventura Theatre | 4:01         |
| 3. | «Crystal River»            | Том Петти                     | 28 апреля 2008, The Troubadour  | 15:00        |
| 4. | «High School Confidential» | Рон Харгрэйв, Джерри Ли Льюис | 2 мая 2008, The Troubadour      | 4:01         |

## Участники записи
- Том Петти — вокал, бас-гитара
- Том Лидон — акустическая гитара, бэк-вокал
- Майк Кэмпбелл — гитара, мандолина
- Рэндалл Марш — ударные
- Бенмонт Тенч — орган, фортепиано, бэк-вокал